# Neocunaxoides rykei
Neocunaxoides rykei är en spindeldjursart som beskrevs av Den Heyer 1980. Neocunaxoides rykei ingår i släktet Neocunaxoides och familjen Cunaxidae. Inga underarter finns listade i Catalogue of Life.